# 马六甲
马六甲，简称甲州，是马来西亚的一个州，在马来半岛南部，濒临马六甲海峡，首府马六甲市，有古城之称。马六甲州面积1,712平方公里，人口为 1,044,600 人。
《明史》记载為满剌加，被葡萄牙侵占后，改称。根据联合国教科文组织于2008年7月7日的加拿大魁北克当地时间上午9时30分（馬來西亞時間晚上时间9时30分）召开的世界文化遗产大会，宣布马六甲市正式被列入世界遗产名录。在2010年10月20日举行了一次活动，宣布马六甲已经达到了经济合作与发展组织所规定的的基准，并发表了 「进步马六甲2010」的声明。馬六甲居民教育程度極高，《千年发展目标报告》2015年所报告的青年识字率为99.5%。2016年，马六甲成为马来西亚最安全的居住地。2017年，犯罪率下降了15.5%，与2016年相比，有3096例被记录在案。
更新于2023年8月30日的国家人口普查报告称，马六甲在2023年的失业率为2.2%。近年来，马六甲获得了众多国际赞誉。这座城市已经被包括福布斯和孤独星球在内的几项出版物所列, 成为亚洲和世界顶级旅游胜地之一。马六甲被TripAdvisor列为马来西亚十大最佳目的地之一。Waze应用程序承认马六甲「最佳驾驶城市」奖。在全球范围内，这座历史悠久的城市排在悉尼，里斯本和巴塞罗那等其他主要城市之前。这座城市也被HuffPost评为最佳街头艺术城市中的15个。此外，时代出版物将马六甲作为最适合居住和退休的地方之一。

## 历史

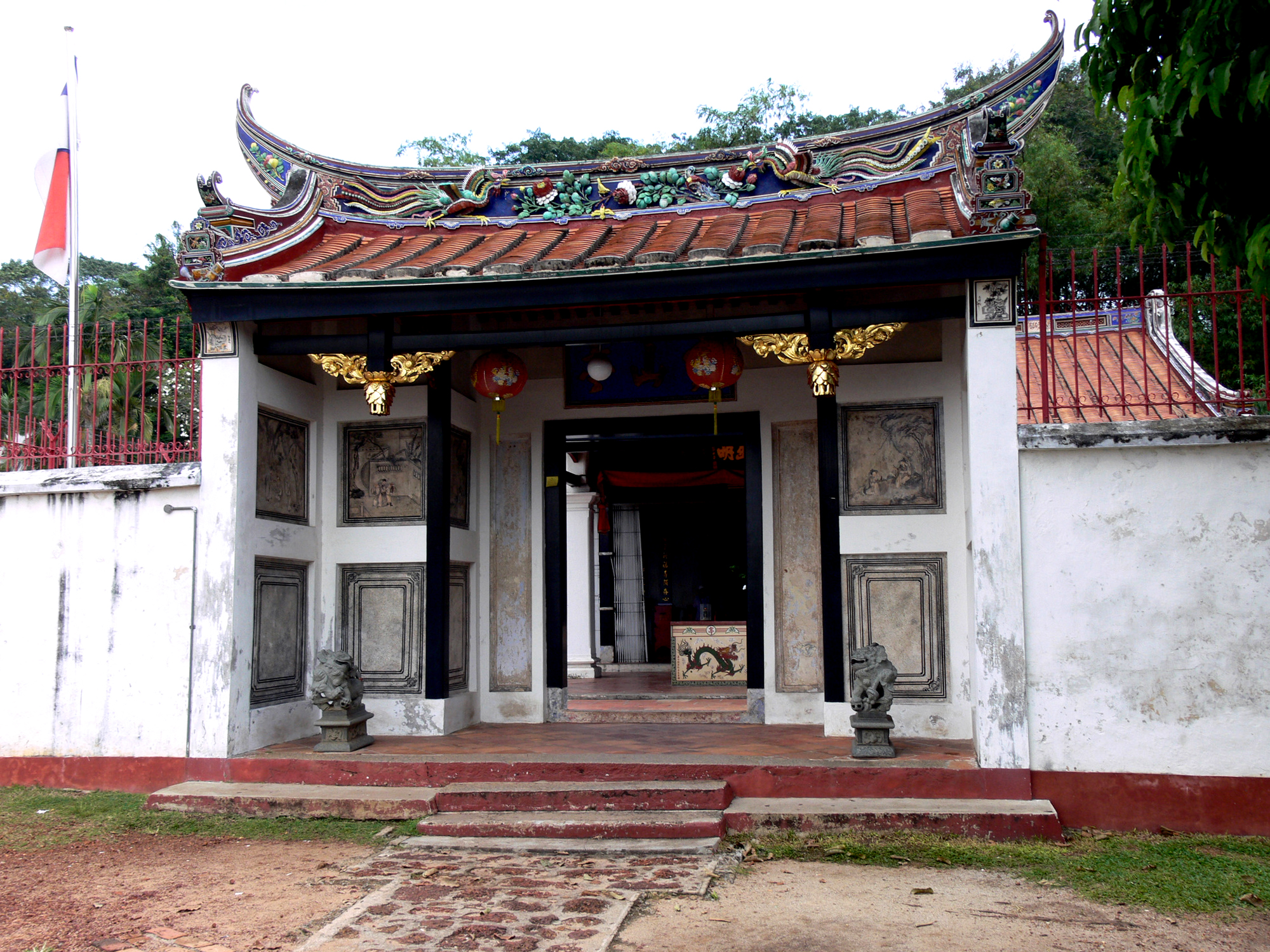
马六甲三宝庙

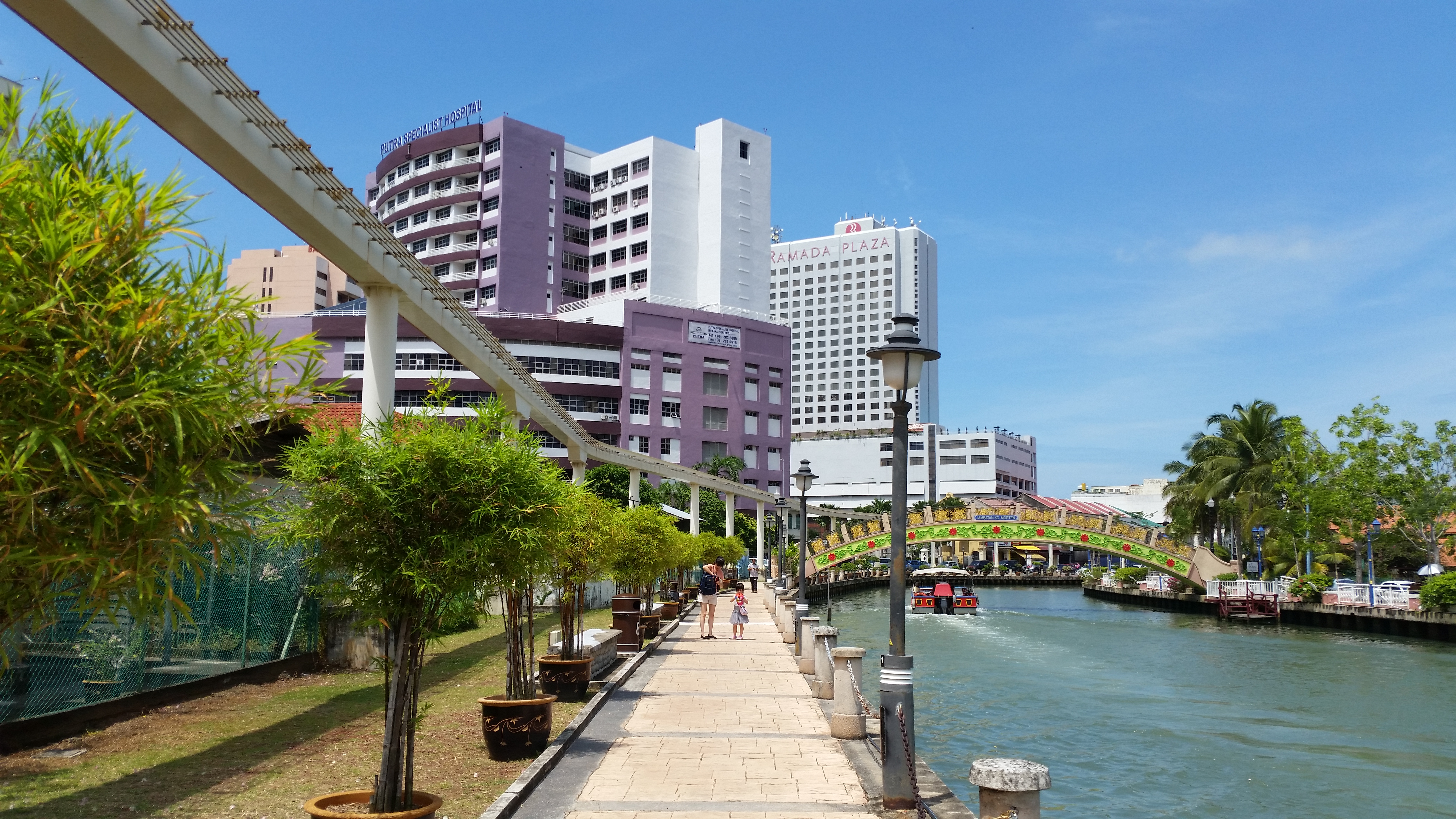
马六甲河

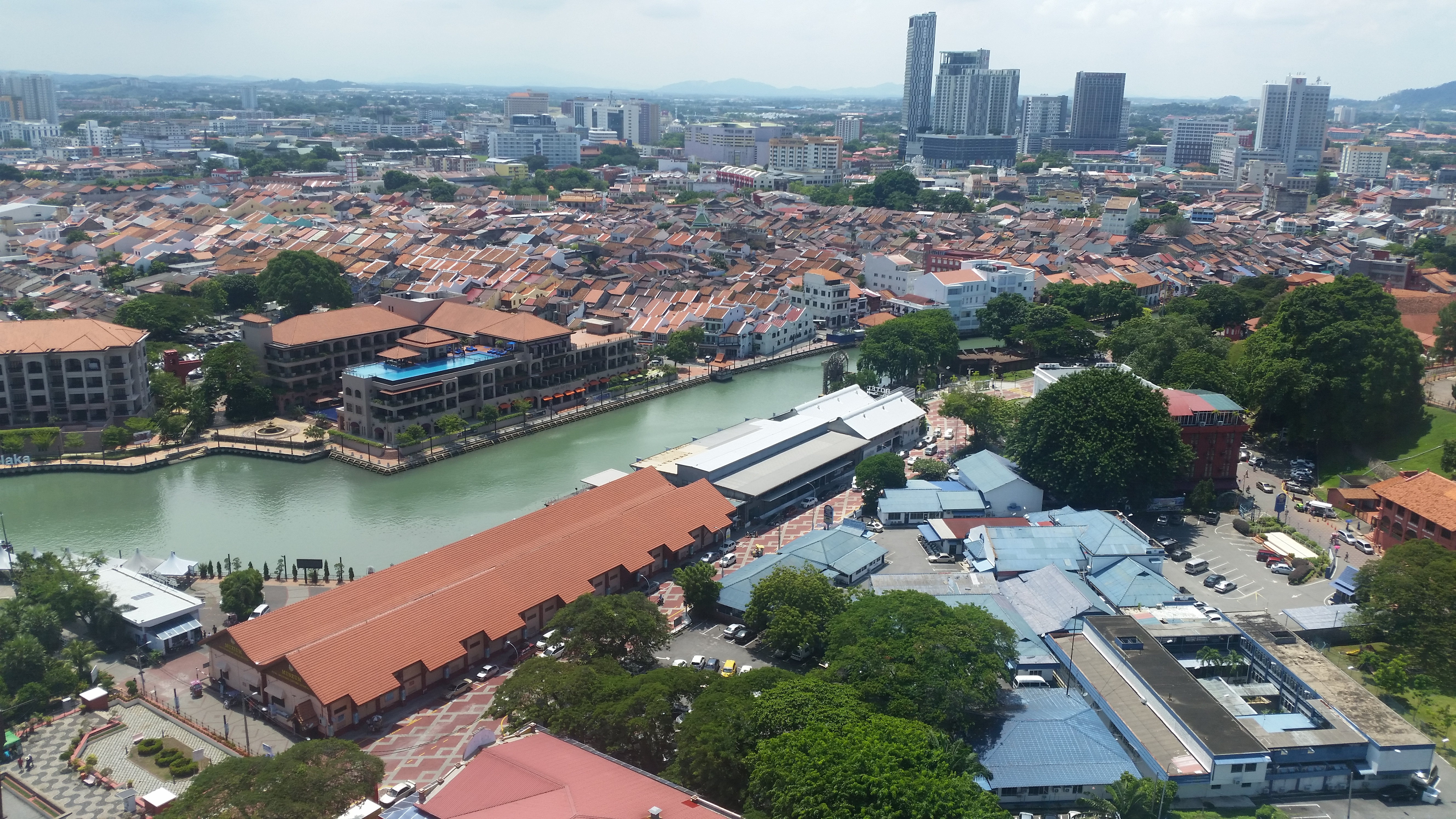
马六甲市區遠眺

從马六甲塔上看马六甲風光

### 马六甲王朝
满剌加国（马六甲王朝）的建立者是拜里米苏拉国王。他是一位在1396年为了对付敌人满者伯夷国而离开三佛齐巨港（今苏门答腊）的王子。按照流行的传说（马来史记），拜里迷苏拉打猎时在一棵「马六甲树」下休息，他的一条狗将一只鼠鹿（又名小鼷鹿）逼到绝境。为了自卫，鼠鹿将狗踢进河里。拜里迷苏拉对鼠鹿的勇气印象深刻，因而决定在他坐的地方建立一个帝国，他就以在下面休息的这棵树的名字将这里命名为「马六甲」，州徽中間的那棵樹即是马六甲樹。
明史载，明朝使者尹庆于永乐元年（1403年）来到当地宣扬国威时，满剌加尚未称国，臣属于暹罗，每年向暹罗进贡金花。酋长“拜里迷苏剌”（即拜里米苏拉）得知使者来意时大喜，即遣使随尹庆回明朝进贡，使者于永乐三年抵达南京，明成祖封拜里米苏拉为“满剌加国王”，赐诰印、彩衣、诏书、黄伞。从此，满剌加得以和暹罗同列，不再臣属于暹罗。满剌加开始从渔村成长为该地区最重要的港口，吸引来自爪哇、印度、阿拉伯半島和明朝的商人，作为两次季风之间中印贸易的停泊点。
拜里米苏拉于永乐九年（1412年）率领妻子陪臣五百余人随郑和前往明朝觐见明成祖，明成祖亲自设宴款待，赏赐丰厚。
传说拜里迷苏拉在1414年皈依伊斯兰教，改名「苏丹依斯甘达沙」；然而明史记载，拜里迷苏拉约于1414年逝世，其子“母干撒”的使者于永樂十二年（1415年）抵达燕京向明朝告仆，明成祖令其袭封，“苏丹依斯甘达沙”实为拜里迷苏拉之子。
依据明史，苏丹依斯甘达沙于永乐十七年（1420年）拜访明朝永樂皇帝，向明朝控诉暹罗的威胁，明成祖于是"赐敕谕暹罗，暹罗乃奉诏"。苏丹依斯甘达沙死于1424年，由其子斯里马哈拉惹继位，也率妻子陪臣拜访明朝。
满剌加的繁荣引来了暹罗王國的入侵。1446年到1456年，首相敦霹雳试图抵挡。满剌加这时发展和明朝的关系，是抵挡暹罗攻击的一项战略决策。
由于它的战略位置，满剌加成为郑和的远航船队一个重要的前哨基地。马来史记载来自明朝的汉丽宝公主与五百名随从到达满剌加，嫁苏丹满速沙（统治从1456年到1477年） 但明朝无公主出嫁国外的记录，所以“汉丽保公主”的真实身份至今众说纷纭。其500名随从与当地人通婚而后定居在Bukit Cina（直译为唐人山，又称三保山）。他们的后裔称男称峇峇（Baba），女称娘惹（Nyonya），后来扩散到全国各地，槟城和新加坡有最多娘惹。

### 马六甲与明朝的关系
《明史·满剌加列传》称：“满剌加，在占城南（……）或云即古顿逊，唐哥罗富沙。”，马六甲王朝版图最北达北大年一带，与古代哥罗富沙的势力范围重叠。
《明史·满剌加列传》记载：永乐三年（1406年），酋长西利八儿速喇（拜里米苏拉）遣使上表，愿为属郡。
永乐七年（1410年），明成祖命三保太监郑和封西利八儿速喇为满喇加王，从此不隶属暹罗。永乐九年（1412年），拜里迷苏喇继王位，率领妻子和随从540人来朝，明成祖赐黄金相玉带、仪仗、鞍马，赐王妃冠服。九月拜里递苏喇王辞行，明成祖赐宴于奉天门，赐黄金相玉带、仪仗、鞍马，并赐黄金一百两、白金五百两、钞四十万贯。
永乐至宣德年间郑和下西洋，曾以马六甲为大本营，建立城墙、排栅和鼓楼、角楼，并建设仓库储存钱粮百货。郑和船队开往古里、爪哇等国都先在马六甲停泊；由阿丹、忽鲁莫斯等国回程时，也在马六甲聚集，打点钱粮，入库保存，等候信风驶返明朝。
明史记载，满剌加在永乐三年，五年，七年，九年，十年，十一年，十三年，十四年，十六年，十七年，十八年，十九年，二十一年，二十二年，宣德元年，八年，十年，正统三年，十年，天训三年，四年，十一年，十七年进贡。贡物包括犀牛角，象牙，玳瑁，鹦鹉，乳香，丁香，片脑，沉香，黑熊，黑猿，乌木等。此后直到成化末都多次朝贡。
至今马六甲还保存不少郑和遗迹，三保山为郑和船队在马六甲扎营的地点。在山脚至今仍有一间三寶庙及一口相传为郑和下令挖掘的三保井。三保廟左邊有座抗日紀念碑，上面留有蔣介石題的碑文「忠貞足式」四字。

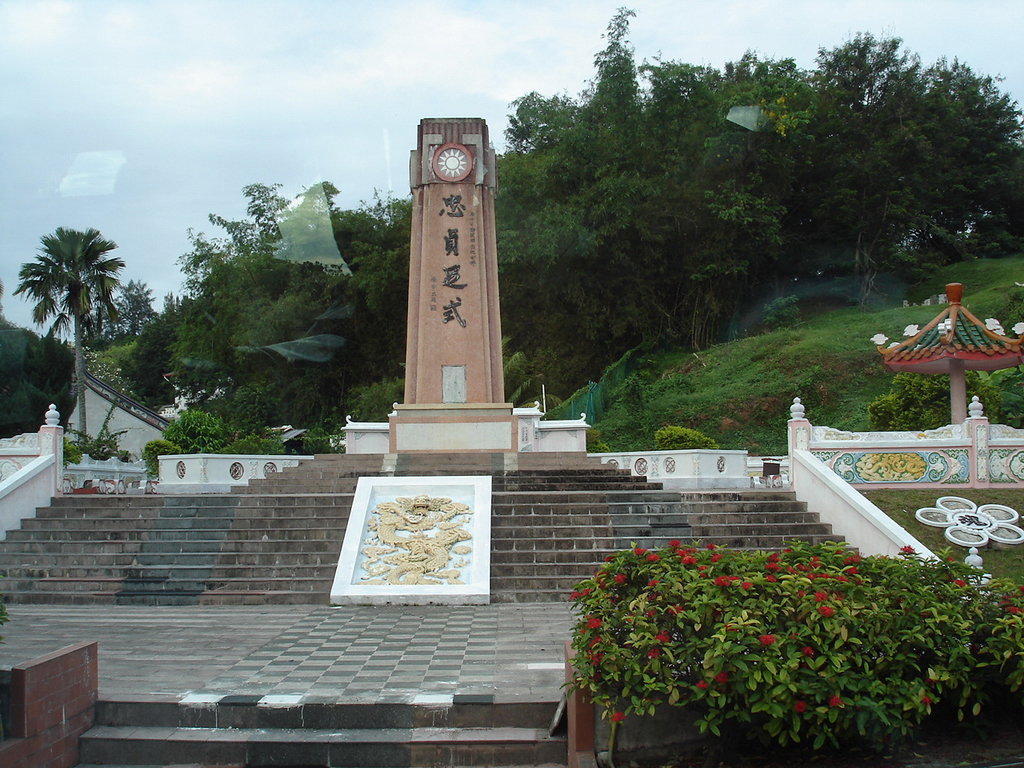
忠貞足式碑

### 成為殖民地
1511年8月24日，马六甲被葡萄牙王国驻葡属印度总督阿布奎征服后，成为葡萄牙在东印度群岛扩张的战略基地。马六甲皇朝最后一位苏丹马末沙逃往柔佛避难，並多次在陆地或海洋袭击葡萄牙以求復國，让葡萄牙人吃尽了苦头。最后在1526年，一支由Pedro Mascarenhaas率领的强大的葡萄牙舰队，摧毁了苏丹马末沙在賓坦島的基地。苏丹马末沙與眷屬逃亡到 马六甲海峡對岸苏门答腊的甘巴县，两年后在当地逝世。
葡萄牙王国占领马六甲后，建立葡属马六甲殖民地，并以海盗式的经营模式统治，令马六甲的商业地位一落千丈。在三角战争期间，马六甲多次被柔佛苏丹国和亚齐苏丹国围攻，马六甲的经济也受到严重破坏。耶稣会传教士方济各·沙勿略于1545年、1546年和1549年在葡萄牙统治期间，曾到访马六甲几个月。
1601年，荷兰王国在马六甲海峡大败葡萄牙舰队，葡萄牙失去东方霸主的地位。1635年，荷兰截断马六甲海峡的贸易后，马六甲可谓成为一座死港。到了1639年，荷兰王国与柔佛结盟，1640年协同柔佛发动水陆大军围攻马六甲，终在1641年的马六甲围城战役中击败葡萄牙並占领马六甲，建立荷属马六甲殖民地。荷兰从1641年至1795年统治马六甲，但对将其发展成地區贸易中心不感兴趣，使得作为治理中心的重要性漸漸被印尼的巴达维亚（雅加达）所取代，马六甲的商业地位也从此消失。
1824年依照英荷条约，马六甲被割让给大英帝国以换取苏门答腊岛上的明古连地区（Benkoelen）。从1826年到1946年，马六甲先由英国东印度公司统治，为了统一行政和方便管理，英国东印度公司于1826年将马六甲與新加坡以及槟城三地合併组成海峡殖民地，由印度总督管辖，但马六甲的商业发展一样不受到重视。1857年，英国东印度公司因为印度的民族起义，在隔年8月英国政府撤销东印度公司的管理体制后，海峡殖民地由英属印度的政府管理。但因为三个洲属发展不一和管理不善，使印度总督在1860年建议改由英國殖民部管理。1867年，伦敦英国殖民部正式接手，成为皇家殖民地。

### 二戰之後
1948年海峡殖民地被取消后，马六甲和槟城兩政府以英國參政司為政府首長，成为马来亚联合邦一部分。而新加坡則成爲單獨的皇家殖民地。
1957年，马来亚独立。1963年，马来亚与砂拉越、北婆罗洲及新加坡组成马来西亚聯邦。1965年，新加坡独立。

## 地理
马六甲位于马来半岛西南面，与印尼苏门答腊遥望相对，北部与森美兰州交接，东部以及南部则与柔佛州相连。另有一飛地丹絨端（Tanjung Tuan）位於森美蘭州的海岬，上有丹绒端灯塔。

## 人口
截止2023年，马六甲的人口是100万人，其中93万人为公民，或佔93%，非公民則有7万人或7%。数据显示，马六甲人口男性佔52万5000人，女性则是47万5000人。馬六甲的平均人口增长率是0.7%。

截止2024年，马六甲的人口是1,044,600 人。

### 年龄结构
在100万人口当中，青少年的人口最多，15至19岁的人口佔103000人、20至24岁有91500人、25至29岁有85000人、30至34岁有102000人、35至39岁有74400人、40至44岁有84000人及45至49岁有47000人。0到14岁的人口则有234000人，至于75岁以上的人口则有18400人。这表示马六甲並非人口老化的州。人口普查报告也显示，马六甲土著有717000人、华人则是221000人、印度人则有56000人，其他族群只有6000人。此外，马六甲人有554000人已婚，384000人未婚，至于寡妇或是鳏夫有48000人，离婚的人则有1500人。馬六甲的面積是1664平方公里，人口密度是每平方公里600人。

### 分布地
2020年人口普查报告显示，居住在马六甲中央县的人口为60万人，亚罗牙也县有25万人，野新县则是15万人。

### 种族
种族分布如下：
- 土著: 71.7%
- 华人: 22.1%
- 印度人: 5.6% 为数相当大的少数民族，包括称为遮地（Chitty）的族群；
- 其他: 0.6% 为峇峇娘惹，以及少许葡萄牙后裔和当地人民通婚的后代族群。

## 城市
主要城市为马六甲市、亚罗牙也、马日丹那、野新。

## 交通
马六甲的公共巴士车站有前往吉隆坡、新山、槟城、怡保及马来半岛其他城市的巴士服务。
马六甲境内有三个衔接南北大道的出口，分别为新邦安跋、爱极乐以及野新。

## 经济

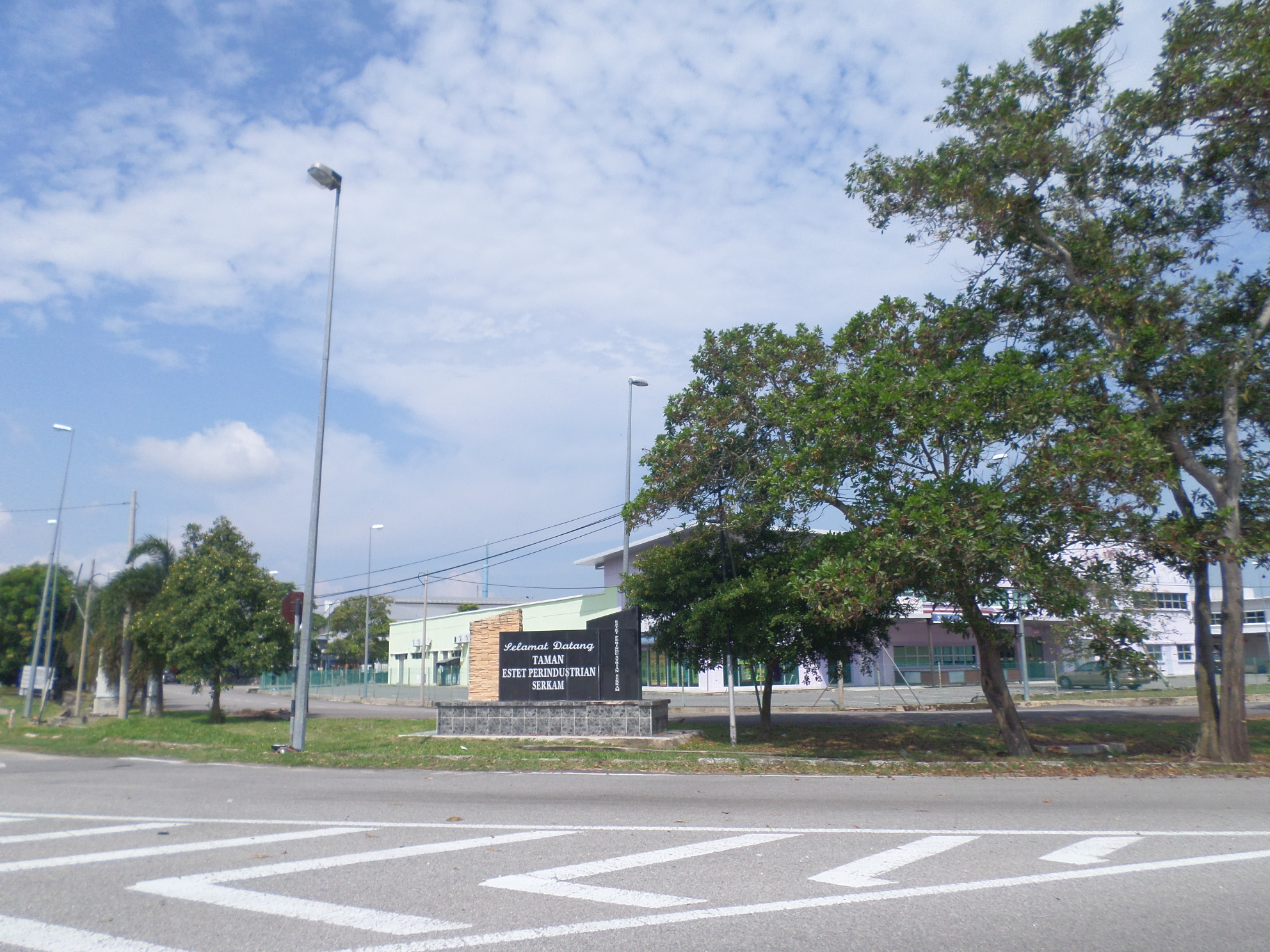
Serkam 工业园区

旅游业及制造业为马六甲州两大经济支柱。马六甲的口号为"观光马六甲就如观光马来西亚"（英语:"" ; 马来语:""）。她有丰富的文化遗产及许多历史古迹。
除了旅游业，马六甲也是一个制造业中心，包括高技术兵器、汽车零件，电子和电脑零件。有至少23个工业园区，容纳500家来自美国、德国、日本、台湾和新加坡的工厂。

## 文化
馬六甲的各個族群都保持其的傳統，呈現在食物、宗教、習俗、節日、文化、設計和各種手工藝品中。
地方文化中的獨特藝術「馬六甲情歌」(Dondang Sayang)， 是一種傳統的多文化藝術，至今仍在馬六甲的馬來社區、峇峇娘惹社區、泰米爾Chitty 社區和葡萄牙社區中演出，受到聯合國教科文組織的文化遺產認可。這種演出結合音樂元素（小提琴、鑼、鼓或手鼓伴奏）、歌曲和吟唱，並搭以悠揚旋律的詩歌。這些歌曲被社區用來傳遞人們對於愛的感覺，並就愛情和善良等人性議題提出建議，所以又被稱為愛情民謠。
在飲食文化方面，馬六甲多文化的食物受到世界街頭食品大會 (World Street Food Congress) 的認可，娘惹暹羅麵在第 34 屆認可，苦力街沙爹在第 43 屆認可。 馬六甲的街頭美食包括沙嗲朱律、雞肉飯糰、鴨麵、馬六甲式雲吞麵、娘惹叻沙、葡萄牙烤魚和海鮮、椰子奶昔和娘惹粿。

## 州政府
马六甲由州议会和州行政议会管理。州议会是州的最高立法机关。州行政议会由执政党的州行政议员组成，任期五年，并对州议会负责。州议会由州元首领导。首席部长是州政府的行政支柱，管理全州一切的行政。出于管理需要，马六甲州分为三个县，由四个地方政府管理：
| 县           | 面积（km2） | 人口（2020） | 县府     | 地方政府           |
| ------------ | ----------- | ------------ | -------- | ------------------ |
| 馬六甲中央縣 | 359         | 600000       | 馬六甲市 | 马六甲历史城市政厅 |
| [ 註 2 ]     | 不適用      | 不適用       | 爱极乐   | 汉都亚再也市议会   |
| 亚罗牙也县   | 674         | 250000       | 亚罗牙也 | 亚罗牙也市议会     |
| 野新县       | 679         | 150000       | 野新     | 野新市议会         |

## 教育

### 高等教育
- 马来西亚技术大学（UTeM）
- 多媒体大学马六甲校区（MMU）
- 玛拉工艺大学（UiTM）
- 吉隆坡大学化学与生物工程分校
- 大马海洋学院（ALAM）
- 大马飞行学院（MFA）
- 高科技培训中心（ADTEC）
- 马来西亚汉学院 (MAHANS)
- 马六甲-印度医药学院 （Malacca-Manipal Medical College）
- 史丹福學院（Stamford College）

### 私立学校
- 马六甲国际学校
- 马六甲外籍学校
- 马六甲卫斯理中学
- 马六甲国际基金学院
- 马六甲沙厄基金学院（SGC）

## 华文中小学列表

### 华文独立中学
- 马六甲培风中学

### 国民型华文中学
- 马六甲华文国民型高等中学 (STCM)
- 普罗士邦国民型华文中学
- 公教国民型华文中学(宗教，純男校)
- 圣母女子国民型华文中学(宗教，純女校)
- 育民国民型华文中学

以下華人居多中學：
- 马六甲雅佳美浪中学 GBS
- 马六甲圣婴中学 IJC
- 马六甲圣大卫中学 St. David
- 马六甲圣心女中
- 马六甲高中(High School 英校)
- 马六甲圣方济中学(St. Francis 英校)

#### 华文小学

##### 野新县
- 双溪南眉中华华小 SJK (C) Chung Hwa
- 巴利吉利令华小 SJK (C) Parit Keliling
- 甘文路华文小学 SJK (C) Kemendor
- 万里茂华文小学 SJK (C) Merlimau
- 野新拉浪华小 SJK (C) Jasin Lalang
- 安乐新村华小 SJK (C) On Lok
- 侨智华文小学 SJK (C) Chiao Chee
- 侨南华文小学 SJK (C) Kiow Nam
- 野新光华华文小学 SJK (C) Kuang Hwa
- 培侨华文小学 SJK (C) Pay Chiao
- 培群华文小学 SJK (C) Pay Chuin
- 培贤华文小学 SJK (C) Pay Hsien
- 培民华文小学 SJK (C) Pay Min
- 培业华文小学 SJK (C) Pay Yap
- 冯鹿巴登华小 SJK (C) Pondok Batang
- 树人华文小学 SJK (C) Shuh Yen
- 新邦木阁华小 SJK (C) Simpang Bekoh
- 敦化华文小学 SJK (C) Toon Hwa
- 野新育贤华小 SJK (C) Yu Hsien

##### 马六甲中央县
- 马六甲双溪于浪国民型华文小学 SJK (C) Sungai Udang
- 马六甲巴也隆布培华学校 SJK (C) Pay Hwa
- 平民国民型华文小学 SJK (C) Ping Ming
- 文化国民型华文小学 SJK (C) Wen Hwa
- 中国国民型华文小学 SJK (C) Chung Kuo
- 香林国民型华文小学 SJK (C) Siang Lin
- 培风华小(一)校 SJK (C) Pay Fong 1
- 培风华小(二)校 SJK (C) Pay Fong 2
- 培风华小(三)校 SJK (C) Pay Fong 3
- 公立宝兰华小 SJK (C) Poh Lan
- 圣玛利亚华小 SJK (C) St Mary
- 峇章华文小学 SJK (C) Bachang
- 峇淡芙露华小 SJK (C) Bertam Ulu
- 武吉波浪华小 SJK (C) Bukit Beruang
- 圣母华小女校 SJK (C) Notre Dame
- 爱极乐华小 SJK (C) Ayer Keroh
- 培德华小 SJK (C) Pay Teck
- 晋巷华小 SJK (C) Cheng
- 益智华小 SJK (C) Ek Te
- 公教华小 SJK (C) Katholik
- 革成华小 SJK (C) Keh Seng
- 光亚华小 SJK (C) Kuang Yah
- 立人华小 SJK (C) Lih Jen
- 玛林华小 SJK (C) Malim
- 丁赖华小 SJK (C) Tiang Dua
- 鼎华华小 SJK (C) Ting Hwa
- 英才华小 SJK (C) Ying Chye
- 育民华小 SJK (C) Yok Bin
- 育华华小 SJK (C) Yu Hwa
- 育英华小 SJK (C) Yu Ying

##### 亚罗牙也县
- 亚罗牙也华文小学 SJK (C) Alor Gajah
- 文庙侨民华文小学 SJK (C) Kiow Min
- 林鲁新村华文小学 SJK (C) Lendu
- 马接巴鲁国民型华文小学 SJK (C) Machap Baru
- 马接翁武国民型华文小学 SJK (C) Machap Umboo
- 马士丹那华文小学 SJK (C) Masjid Tanah
- 巴也明光华文小学 SJK (C) Paya Mengkuang
- 牙力平民华文小学 SJK (C) Peng Min Gadek
- 新邦安拔三育华文小学 SJK (C) Sann Yuh
- 普罗士邦培智华文小学 SJK (C) Pay Chee
- 榴连洞葛新华华文小学 SJK (C) Sin Wah
- 打波能宁华文小学 SJK (C) Taboh Naning
- 瓜拉育新华文小学 SJK (C) Yok Sin
- 招茂华文小学 SJK（C）Chabau
- 新民华文小学 SJK (C) Sin Min
- 启牑华文小学 SJK (C) Khiak Yew

## 著名購物地點

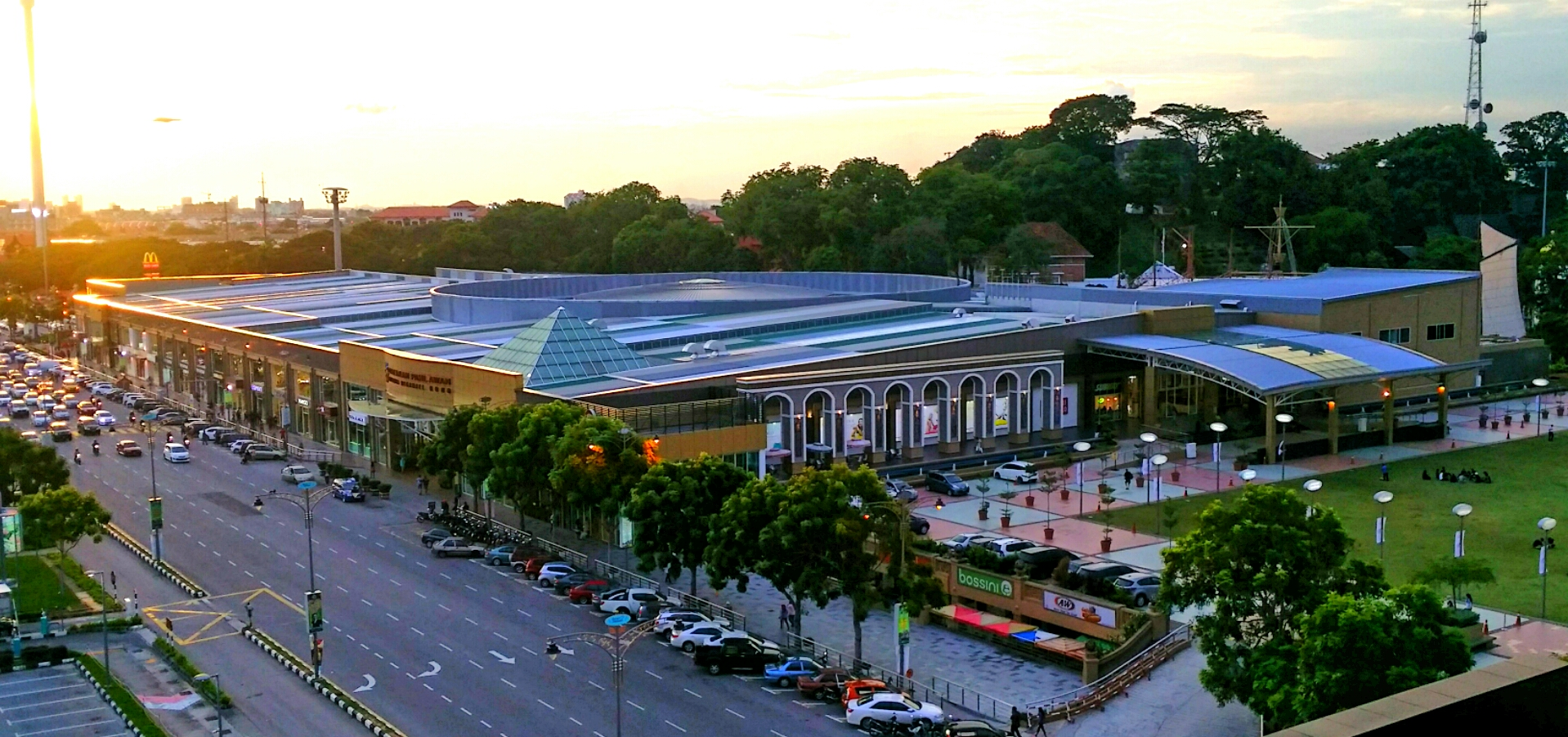
英雄广场

- 英雄广场（Dataran Pahlawan）
- 「烁」购物廊（The Shore Shopping Gallery）
- 皇冠百利广场（Mahkota Parade）
- 马六甲永旺购物中心
- 爱极乐永旺购物中心
- 惠胜广场（Hatten Square）
- 马六甲广场（Melaka Mall）
- 汉都亚广场（Hang Tuah Plaza）
- 普羅士邦迈丁霸级市场（MYDIN Hypermarket Pulau Sebang）
- 馬六甲直銷店（Freeport A'Famosa Outlet）
- 爱利盟广场（Elements Mall）

英雄广场和惠胜广场其地点位于马六甲皇冠百利广场正对面，以方便消费者。由于英雄广场占用了原本的紀念獨立的英雄草场，所以英雄广场的顶层有一部份建起了一座新草场以代替舊有的草場，以延续英雄草场的用途，让马六甲的重要节日的庆典如：马六甲历史城日，可以繼續在这里举办。目前英雄广场只开发了两个阶段，并正在进行第三期计划，就是增建2家酒店、行人天桥及扩建行人走道。

## 旅游景点
2024马六甲旅游年。
- 马六甲海峡清真寺
- 马六甲红屋（荷兰红屋）
- 荷兰广场
- 鸡场街
- 马六甲小沙漠 [39] (Klebang Beach)
- 旋转观光塔
- 马六甲河[40]
- 峇峇娘惹古迹博物馆
- 郑和庙[41](又称三保庙)
- 又见马六甲 (Encore Melaka)[42]
- 宠物咖啡馆（The Huskitory）
- 三角屋 （页面存档备份，存于）
- 彩色几何壁图
- 爱法摩沙度假村（A'Famosa Resort）[43]
- 马六甲空中花园
- 马六甲动物园[44]

## 国际关系

### 姐妹城市
- 葡萄牙里斯本（1984年1月19日）[45]
- 马来西亚吉隆坡（1989年4月15日）[46]
- 荷兰荷恩（1989年11月8日）[47]
- 智利瓦尔帕莱索（1991年6月23日）[48]
- 中國南京（2002年9月18日）[49]
- 中國长沙市（2004年）[50]
- 印度尼西亚沙哇倫多（2004年10月8日）[51]
- 印度尼西亚巴東班讓（2006年）[52]
- 印度尼西亚雅加达老城（2014年12月12日）[53]
- 中國广东省（2015年9月21日）[54]

## 延伸阅读
[在维基数据编辑]
 《欽定古今圖書集成·方輿彙編·邊裔典·滿剌加部》，出自陈梦雷《古今圖書集成》
 《明史卷三百二十五》，出自《明史》